# 约翰内斯堡日本人学校
约翰内斯堡日本人学校是位于南非豪登省约翰内斯堡的日本人学校。
學校於1966年開學，日本政府向学校提供财政补贴，南非政府則向學校提供土地。